# Єнс Кеппен
Єнс Кеппен (нім. Jens Köppen, 6 січня 1966) — німецький академічний веслувальник.
Бронзовий призер Олімпійських Ігор 1988 року в складі парної четвірки, учасник 1992 року.
Срібний призер Чемпіонату світу 1985 року в складі парної четвірки.